# Norwegia na Letnich Igrzyskach Olimpijskich Młodzieży 2010
Norwegię na Letnich Igrzyskach Olimpijskich Młodzieży 2010 w Singapurze reprezentowało 5 sportowców w 4 dyscyplinach.

## Medale
| Medal | Zawodnik      | Dyscyplina | Konkurencja                       |
| ----- | ------------- | ---------- | --------------------------------- |
|       | Lavrans Solli | Pływanie   | 100 m stylem grzbietowym chłopców |

## Skład kadry

### Pływanie
- Lavrans Solli

### Strzelectwo
- Malin Westerheim

### Zapasy
- Pall Eirik Gundersen
- Karoline Loevik

### Żeglarstwo
- Harald Faeste